# Tango canyengue
 (mai 2010).
Si vous disposez d'ouvrages ou d'articles de référence ou si vous connaissez des sites web de qualité traitant du thème abordé ici, merci de compléter l'article en donnant les références utiles à sa vérifiabilité et en les liant à la section « Notes et références ».
Le terme canyengue est d'origine africaine. Il signifie « marcher en cadence ». L'accent argentin le prononce « kadjengué ».

## Histoire
Comme le reste du tango, il a une lointaine origine dans les rythmes apportés par les esclaves noirs, qui allaient danser dans des lieux de réunion appelés « Tambo » pendant leur jour libre, accompagnés par leurs tambours de Candombe. La danse de couple était nouvelle pour les Africains [ils dansent côte à côte ou face à face, mais pas enlacés] qui en ont fait une sorte de parodie en y ajoutant leurs mouvements ce qui lui a donné un style lascif. Les Européens ont repris l'essentiel en tentant d'y mettre plus de rigueur dans les pas et dans la posture. On en retrouve des traces évidentes dans le chamamé de la province de Corrientes.
Le canyengue s'est dansé dans les années 1880 à 1920, avant le tango dit « orillero », puis le tango-salon. Le principe essentiel était de se déplacer en ligne droite, l'orillero se distinguant par le fait de faire tourner le couple.
Le canyengue fait partie des origines et de l'évolution du tango argentin tel que l'on connaît aujourd'hui.
Le canyengue se danse jusqu'à la fin des années 1920 et bénéficie d'un renouveau actuellement. Les danseurs racontent la façon dont le canyengue s'est éteint et comment le tango social a pris la suite après 1940. Alors le tango a eu réellement deux divisions : Danse de salon, la danse de marche, et Orillero, celui avec les tours. (les styles étaient également identifiables par allégeance d'orchestre : par exemple l'orchestre d'Alberto Castillo (es) était spécialisé dans le tango canyengue, les danseurs de tango « pur » n'allaient pas à ses concerts). En outre, quelques danseurs ont été célèbres pour leur façon de danser la milonga - dont la forme est une évolution directe du canyengue épuré, en gardant l'inventivité et la virtuosité). Dans les années 1940 le terme milonguero n'était pas forcément flatteur, car il était synonyme de celui qui était intoxiqué à la vie de nuit, n'avait jamais travaillé, et vivait souvent d'emprunt. Aujourd'hui il désigne le pratiquant assidu.
À la fin du XIXe siècle, le tango se dansait canyengue, tango au rythme canaille, ayant des réminiscences noires. Ce style de danse est burlesque, très amusant, qui se danse très « dans le sol ». Le tempo en est très marqué, les partenaires sont très proches. On danse le « canyengue » sur Canaro, la guarda vieja, et autres…
Sa principale caractéristique est sa musicalité, être précisément dans le temps, marcher dans le tempo musical précis.
Le canyengue utilise la dissociation du corps pour la conduite marchant en contact ferme avec le sol et permanent, combinaison de déplacement sur le temps et demi-temps sur le rythme.